# 73e cérémonie du Deutscher Filmpreis
La 73e cérémonie des Deutscher Filmpreis, organisée par la Deutsche Filmakademie, se déroule le 12 mai 2023 et récompense les films sortis en 2022.
Le film À l'Ouest, rien de nouveau (Im Westen nichts Neues) de Edward Berger obtient douze nominations.
Le film La Salle des profs (Das Lehrerzimmer) de İlker Çatak remporte cinq récompenses (meilleur film, meilleure réalisation, meilleur scénario, meilleure actrice pour Leonie Benesch et meilleur montage). Le film À l'Ouest, rien de nouveau (Im Westen nichts Neues) de Edward Berger remporte huit récompenses,.

## Palmarès

### Meilleur film
- La Salle des profs (Das Lehrerzimmer) de İlker Çatak
- À l'Ouest, rien de nouveau (Im Westen nichts Neues) de Edward Berger
- Les Nuits de Mashhad (Holy Spider) de Ali Abbasi
- Rheingold de Fatih Akın
- Berlin Boys (Sonne und Beton) de David Wnendt
- Wann wird es endlich wieder so, wie es nie war de Sonja Heiss

### Meilleur film documentaire
- Elfriede Jelinek – Die Sprache von der Leine lassen de Claudia Müller
  - Kalle Kosmonaut de Christine Kugler et Günther Kurth
  - Aşk, Mark ve Ölüm – Liebe, D-Mark und Tod de Cem Kaya

### Meilleur film pour enfants
- Mission Ulja Funk de Barbara Kronenberg
  - Der Räuber Hotzenplotz de Michael Krummenacher

### Meilleure réalisation
- İlker Çatak pour La Salle des profs (Das Lehrerzimmer)
  - Ali Abbasi pour Les Nuits de Mashhad (Holy Spider)
  - Edward Berger pour À l'Ouest, rien de nouveau (Im Westen nichts Neues)
  - Sonja Heiss pour Wann wird es endlich wieder so, wie es nie war

### Meilleur scénario
- Johannes Duncker et İlker Çatak pour La Salle des profs (Das Lehrerzimmer)
  - Jan Braren, Marc Blöbaum et Kilian Riedhof pour Meinen Hass bekommt ihr nicht
  - David Wnendt et Andreas Wodraschke[réf. nécessaire] pour Berlin Boys (Sonne und Beton)

### Meilleure actrice
- Leonie Benesch pour La Salle des profs (Das Lehrerzimmer)
  - Zar Amir Ebrahimi pour Les Nuits de Mashhad (Holy Spider)
  - Sandra Hüller pour Sisi und Ich

### Meilleur acteur
- Felix Kammerer pour À l'Ouest, rien de nouveau (Im Westen nichts Neues)
  - Mehdi Bajestani pour Les Nuits de Mashhad (Holy Spider)
  - Charly Hübner pour Mittagsstunde

### Meilleure actrice dans un second rôle
- Jördis Triebel pour In einem Land, das es nicht mehr gibt
  - Ulrike Kriener pour Einfach mal was Schönes
  - Hildegard Schmahl pour Mittagsstunde

### Meilleur acteur dans un second rôle
- Albrecht Schuch pour À l'Ouest, rien de nouveau (Im Westen nichts Neues)
  - Karl Markovics pour Was man von hier aus sehen kann
  - Clemens Schick pour Servus Papa, See You in Hell

### Meilleure photographie
- James Friend pour À l'Ouest, rien de nouveau (Im Westen nichts Neues)
  - Judith Kaufmann pour La Salle des profs (Das Lehrerzimmer)
  - Thomas Kiennast pour Sisi und Ich

### Meilleur montage
- Gesa Jäger pour La Salle des profs (Das Lehrerzimmer)
  - Mechthild Barth pour Elfriede Jelinek – Die Sprache von der Leine lassen
  - Sven Budelmann pour À l'Ouest, rien de nouveau (Im Westen nichts Neues)
  - Andreas Wodraschke pour Berlin Boys (Sonne und Beton)

### Meilleur son
- Frank Kruse, Markus Stemler, Viktor Prášil, Lars Ginzel etAlexander Buck pour À l'Ouest, rien de nouveau (Im Westen nichts Neues)
  - Paul Rischer et Jan Petzold pour Berlin Boys (Sonne und Beton)
  - Marco Teufen, Paul Rischer et Gregor Bonse pour Sisi und Ich

### Meilleure musique
- Volker Bertelmann pour À l'Ouest, rien de nouveau (Im Westen nichts Neues)
  - Marvin Miller pour La Salle des profs (Das Lehrerzimmer)
  - The Notwist pour Wir sind dann wohl die Angehörigen
  - Ralf Wengenmayr pour Tausend Zeilen

### Meilleur décor
- Christian M. Goldbeck pour À l'Ouest, rien de nouveau (Im Westen nichts Neues)
  - Josefine Lindner pour The Ordinaries
  - Sebastian Soukup pour Der vermessene Mensch

### Meilleurs costumes
- Tanja Hausner pour Sisi und Ich
  - Lisy Christl pour À l'Ouest, rien de nouveau (Im Westen nichts Neues)
  - Regina Tiedeken pour In einem Land, das es nicht mehr gibt

### Meilleur maquillage
- Heike Merker pour À l'Ouest, rien de nouveau (Im Westen nichts Neues)
  - Julia Böhm et Friederike Schäfer pour Seneca – Oder: Über die Geburt von Erdbeben
  - Annett Schulze, Dorit Jur et Ines Ransch pour In einem Land, das es nicht mehr gibt

### Meilleurs effets visuels
- Frank Petzold et Viktor Müller pour À l'Ouest, rien de nouveau (Im Westen nichts Neues)
  - Johannes Blech pour The Ordinaries
  - Dennis Rettkowski, Tomer Eshed et Markus Frank pour Die Schule der magischen Tiere 2

### Prix du public
- Die Schule der magischen Tiere 2 de Sven Unterwaldt

### Prix d'honneur pour sa contribution exceptionnelle au cinéma allemand
- Volker Schlöndorff